# Faradayeva čaša
Faradayeva čaša je električno prevodna kovinska čaša, zasnovana za lovljenje nabitih delcev v vakuumu. Nastali električni tok je mogoče izmeriti in uporabiti za določitev števila ionov ali elektronov, ki zadenejo čašo. Čaša je dobila ime po angleškemu kemiku in fiziku Michaelu Faradayu, ki je okoli leta 1830 prvi teoretiziral o ionih. 
Med naprave, ki uporabljajo Faradayevo čašo, spadajo vesoljske sonde (Voyager 1 in 2, Parkerjeva solarna sonda itd.) in masni spektrometri. 

## Princip delovanja
Ko žarek ali paket ionov zadene kovinsko telo čaše, naprava pridobi majhen naboj, ioni pa se po prenosu naboja na steno kovinske čaše nevtralizirajo. Kovinska čaša se nato lahko razelektri kot šibek električni tok, sorazmeren s številom prejetih ionov. Faradayeva čaša je v bistvu del vezja, v katerem so v vakuumu nosilci naboja ioni, v kovini pa elektroni, tako kot v večini tokokrogov. Z merjenjem jakosti električnega toka in s tem posredno števila elektronov, ki stečejo skozi vezje v časovni enoti, je mogoče določiti število nabojev, ki jih nosijo ioni v vakuumskem delu vezja. Za neprekinjen tok ionov s po enim nabojem je skupno število ionov, ki zadenejo čašo v časovni enoti enako 
{\displaystyle {\frac {N}{t}}={\frac {I}{e}}}
{\displaystyle {N}} = število ionov, opaženih v času {\displaystyle {t}} (v sekundah) 

{\displaystyle {I}} = izmerjeni tok (v amperih) in 

{\displaystyle {e}} = osnovni naboj (približno 1,60 × 10-19 C).  
Izmerjeni tok enega nanoampera (10-9 A) ustreza približno 6 milijardam ionov, ki vsako sekundo udarijo v Faradayevo čašo. 
Podobno lahko Faradayeva čaša deluje tudi kot zbiralnik elektronov v vakuumu, npr. iz elektronskega žarka. V tem primeru elektroni preprosto zadenejo kovinsko čašo in sprožijo električni tok. Faradayeve čaše niso tako občutljive kot elektronske pomnoževalke, vendar so zelo cenjene zaradi natančnosti zaradi neposredne povezave med izmerjenim tokom in številom ionov. 